# Apio Herdonio
Apio Herdonio (en latín, Appius Herdonius) fue un noble sabino del siglo V a. C., cuya actuación se inscribe dentro de la lucha entre patricios y plebeyos en la recién nacida República romana

## Biografía
En el 460 a. C., durante el consulado de Publio Valerio Publícola y Cayo Claudio Sabino, un noble sabino llamado Apio Herdonio al mando de un grupo de exiliados, esclavos y probablemente clientes, tomó por sorpresa el Capitolio, declaró la intención de liberar a los esclavos y apoyar la causa de la plebe. Era un momento de especial conflicto entre plebeyos y patricios con motivo de los intentos de aquellos de limitar la autoridad consular mediante la Propuesta Terentilia. 
Los tribunos de la plebe reunieron a la Asamblea y se negaron a la convocatoria a las armas afirmando que Herdonio actuaba de acuerdo con el patriciado, como una distracción más para bloquear el tratamiento de la Propuesta. Los cónsules acusaban a su vez a los tribunos de connivencia con un enemigo instalado en Roma, y nada menos que en el Capitolio. Finalmente Valerio para destrabar la situación se dirigió a la Asamblea y comprometiéndose a tratar la propuesta una vez finalizado el conflicto consiguió el apoyo de la plebe. Con la ayuda de tropas de Túsculo al mando de su dictador Lucio Mamilio, recuperaron el Capitolio, aunque en la acción murió el cónsul Valerio. Mamilio fue recompensado poco después con la concesión de la ciudadanía romana.
Las fuentes coinciden en el origen sabino de Herdonio y efectivamente el gentilicio Herdonius es de origen itálico. No obstante eso no implica que no poseyera la ciudadanía romana. De hecho ambos cónsules de Roma pertenecían a dos gens de procedencia sabina, Claudio y Valerio. Aparte de quien nos ocupa, el único Herdonio mencionado en alguna fuente es Turno Herdonio quien vivió a finales del siglo VI e intervino en la política de su pueblo oponiéndose a los principales líderes latinos de la época, Tarquinio el Soberbio (Roma) y Octavio Mamilio (Tusculo). Su nombre era en parte etrusco (Turno) e italico (Herdonio). Livio registra que era oriundo de Aricia, del Lacio. 
Es probable que para estas épocas, Apio Herdonio fuera un noble latino, incluso es posible que fuera ya ciudadano romano. También es probable que la referencia a exiliados y esclavos tenga que ver con uno de los problemas de la época, las deudas, que convertían a ciudadanos en esclavos empujándolos muchas veces al exilio.
En efecto, los nexi eran ciudadanos empobrecidos, en general de la plebe en tanto carecían de otras redes de contención, que se habían dado ellos mismos en prenda de acreedor. Por ese compromiso, ese nexum, el deudor cedía legal (e incluso ritualmente) poder sobre su persona al acreedor, fuera de efectos inmediatos o aplazados hasta el momento de quedar incumplida la deuda. Eso incluía la posibilidad de que lo vendiera como esclavo, le diera cárcel o incluso muerte. Gradualmente atenuado (con medidas de garantes, contra la usura, etc.) solo con la Ley Poetelia Papiria se pondría fin al nexum.
Así, el movimiento de Apio Herdonio debería tomarse no como una incursión extranjera en Roma sino como un movimiento social, un llamado a la rebelión de los afectados por las deudas hasta el grado de la esclavitud o el exilio. Eso explicaría también la "sorpresa" que más bien sería apoyo interno, la facilidad con que tomaron el Capitolio, la actitud (no descender sobre Roma sino llamar a la rebelión) y la actitud de la plebe. Cito a Tito Livio (Ab Urbe Condita III-XV-9): "Herdonio desde el Capitolio llamaba a los esclavos a la libertad, gritando que el defendía la causa de los más desgraciados, a fin de traer de nuevo a la patria a los desterrados injustamente y arrancarlos al duro yugo de la servidumbre. Prefiero -añadía- que esto se haga por obra del pueblo romano, pero si no hay esperanza de que así suceda, lo intentaré con la ayuda de los volscos y ecuos y recurriré a las medidas más extremas."
El movimiento fracasó: los esclavos no se sumaron, la plebe desoyendo a sus tribunos se sumó a la represión, los aliados de Tusculo respondieron rápidamente incluso sin esperar la petición de ayuda de Roma, y los volscos y ecuos no llegaron a reaccionar, al resolverse la situación en un par de días. Los sobrevivientes de la batalla por el Capitolio fueron decapitados (los ciudadanos) o crucificados (esclavos).